# 3568 ASCII
3568 ASCII este un asteroid din centura principală, descoperit pe 17 octombrie 1936 de Margueritte Laugier.